# Cispius bidentatus
Espèce
Cispius bidentatus est une espèce d'araignées aranéomorphes de la famille des Pisauridae.

## Distribution
Cette espèce se rencontre en Afrique de l'Est et en Afrique centrale.

## Description
Le mâle holotype mesure 8 mm.

## Publication originale
- Lessert, 1936 : Araignées de l'Afrique orientale portugaise, recueillies par MM. P. Lesne et B.-B. Cott. Revue suisse de zoologie, vol. 43, no 9, p. 207-306 (texte intégral).